# Chris Kronshorst
Christiaan Adrianus Kronshorst (Delft, 4 december 1946) is een Nederlands voormalig voetballer die onder meer uitkwam voor N.E.C., Sparta en FC Utrecht. Na zijn loopbaan was hij actief als (assistent-)trainer.
Chris Kronshorst begon met voetballen bij DHC uit zijn geboorteplaats Delft. Op 16-jarige leeftijd maakt Kronshorst zijn debuut voor DHC dat destijds in de eerste divisie speelde. Na de fusie met Xerxes in 1967 maakt de middenvelder zijn opwachting in de eredivisie. Na één jaar gaat Xerxes/DHC alweer failliet, waarna Kronshorst overstapt naar Holland Sport.
Na drie seizoenen op het hoogste niveau komt er ook een einde aan het bestaan van Holland Sport (fusie met ADO). Kronshorst komt niet in aanmerking voor een contract bij de nieuwe fusieclub FC Den Haag en vertrekt naar N.E.C.. Daar speelt hij twee seizoenen in de basis onder Wiel Coerver. Op zondag 13 augustus 1972 kreeg hij, in de wedstrijd Feyenoord - NEC, van scheidsrechter Leo van der Kroft de allereerste gele kaart in de geschiedenis van de Eredivisie. Na het vertrek van Coerver naar Feyenoord komt Kronshorst op de bank terecht. In de winter van 1974 wordt hij uitgeleend aan Sparta. Na dat seizoen lijft FC Utrecht hem in waar hij onder meer samen komt te spelen met Co Adriaanse. Na twee seizoenen in de Domstad zet hij in 1976 een punt achter zijn loopbaan in het betaalde voetbal. Kronshorst speelde nog twee jaar voor DVV Delft.
Hij had een tijdlang een broodjeszaak in Delft. Na zijn spelerscarrière wordt Kronshorst trainer. Hij begon bij Delfia en trainde onder meer DHC en was jeugdtrainer bij Sparta en ADO Den Haag. In 2004 begint hij met zijn eigen voetbalschool gebaseerd op de visie (Wiel Coerver-methode) van zijn oude oefenmeester bij N.E.C.. Onder andere Ryan Babel en Eljero Elia schaven hun techniek bij onder het toeziend oog van Kronshorst. 
In 2006 neemt zijn oude ploeggenoot Co Adriaanse hem als assistent-trainer mee naar FC Porto. Het is het begin van een lange samenwerking, want nadien werken de twee nog samen bij Metallurg Donetsk, Al-Sadd, het Olympisch elftal van Qatar en Red Bull Salzburg. Tegenwoordig richt Kronshorst zich weer volledig op zijn voetbalschool in Delft en is hij techniektrainer bij FC Utrecht.